# 克里斯普冰川
克里斯普冰川（英語：Crisp Glacier）是南極洲的冰川，位於維多利亞地的斯科特海岸，最終注入德貝納姆冰川，該冰川現時由南極條約體系管理。
77°11′S 162°9′E / 77.183°S 162.150°E